# Консейсан-ду-Мату-Дентру
Консейсан-ду-Мату-Дентру (порт. Conceição do Mato Dentro) — муниципалитет в Бразилии, входит в штат Минас-Жерайс. Составная часть мезорегиона Агломерация Белу-Оризонти. Входит в экономико-статистический микрорегион Консейсан-ду-Мату-Дентру. Население составляет 18 575 человек на 2006 год. Занимает площадь 1671,465 км². Плотность населения — 11,1 чел./км².

## История
Город основан 11 марта 1942 года.

## Статистика
- Валовой внутренний продукт на 2003 год составляет 47 344 727,00 реалов (данные: Бразильский институт географии и статистики).
- Валовой внутренний продукт на душу населения на 2003 год составляет 2545,01 реалов (данные: Бразильский институт географии и статистики).
- Индекс развития человеческого потенциала на 2000 год составляет 0,672 (данные: Программа развития ООН).